# Austock
Austock är en kulle i Schweiz. Den ligger i distriktet March och kantonen Schwyz, i den östra delen av landet, 120 km öster om huvudstaden Bern. Toppen på Austock är 1 420 meter över havet.